# 森伸生
森 伸生（もり のぶお、1951年 - ）は、日本の法学者。専門はイスラム法、宗教学。日本ムスリム協会理事。大学でアラビア語を学んだことがきっかけでイスラムの世界に入る。

## 経歴
- 拓殖大学政経学部卒業後、非常勤講師
- サウジアラビアウンム・アル＝クラー大学（英語版、アラビア語版）イスラーム文化学部 イスラーム神学・宣教学科卒業
- サウジアラビア日本大使館 専門調査員
- 拓殖大学海外事情研究所 教授
- 拓殖大学イスラーム研究所 教授 兼 所長

## 著書
共著
- 『アラビア文字の第一歩』（国際語学社 1992年）
- 『正統四カリフ伝』（日本サウディアラビア協会 上巻1994年、下巻1996年）
- 『岩波イスラーム辞典』（岩波書店 2002年）

| スタブアイコン | サブスタブ | この項目は、まだ閲覧者の調べものの参照としては役立たない、人物に関連した書きかけの項目です。この項目を加筆・訂正などしてくださる協力者を求めています（P:人物伝/PJ:人物伝）。 |